# 草原から見たソールズベリー大聖堂
『草原から見たソールズベリー大聖堂』（そうげんからみたソールズベリーだいせいどう、Salisbury Cathedral from the Meadows）は、19世紀のイギリスの風景画家ジョン・コンスタブルが1831年に製作した風景画である。現在、ロンドンのテート・ブリテンのクロアギャラリーで展示されている。

## メタファー
この絵は、コンスタブルの妻マリアが死去した翌年に描かれたもので、コンスタブルの激動する感情と、変化する心の状態を表現した個人的な作品である。空は乱れた感情を反映し、彼の感情の状態を示している。コンスタブルは後に、この絵に18世紀の詩人ジェームズ・トムソンの『四季』の一節を付け加え、絵画に描いた虹が、恋人セラドンの腕の中で若いアメリアが死んだ後に続く嵐の後の希望の象徴であると明らかにした。この絵には政治的な意味が込められている可能性もあるが、そのうちの一つは工業化と自然の衝突であり、絵の中の要素の衝突によって表現されている。
この絵には、以下のような象徴がある。
- 墓標: 死の象徴
- トネリコの木: 生命の象徴
- 教会: 信仰と復活の象徴
- 虹: 新たな楽観主義の象徴

コンスタブルはこの絵を、自分の芸術の「完全な指針」を最もよく体現している絵だと考えていた。

## 来歴

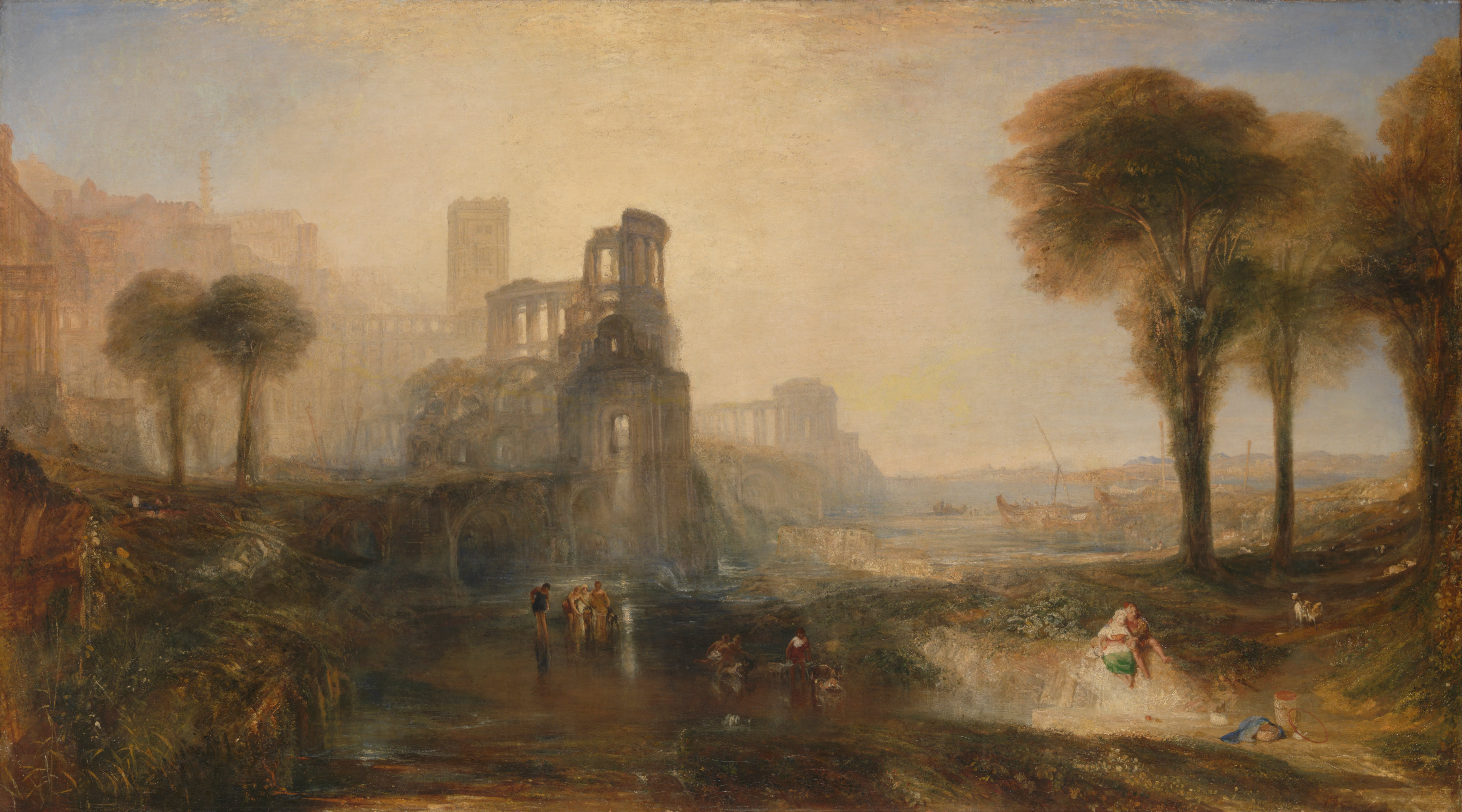
ターナーの『カリギュラの宮殿と橋』（1831年）テート・ブリテン所蔵

コンスタブルはこの絵を1831年のロイヤル・アカデミーの展覧会に出品したが、1833年から1834年にかけても制作を続けた。
ロイヤル・アカデミーの展覧会では、展覧会直前になってコンスタブルは、自分の絵とその隣に展示されていたターナーの『カリギュラの宮殿と橋』(Caligula's Palace and Bridge)の位置を入れ替え、自分の絵が一番良い位置になるようにした。この変更を知らなかったターナーは激怒したが、その後に開催された芸術家が多数招かれたパーティーでコンスタブルと顔を合わせたターナーは、彼を無慈悲にからかい、場を楽しませたという。この2つの絵を『リテラリー・ガゼット』紙は「火と水」と絶賛し、「大げさに言えば、一方は熱ばかり、他方は湿気ばかりであるが、それぞれの方法で芸術の最高の品質を示していることを誰が否定するだろうか? 嫉妬深い人や無知な人以外にはいないだろう」と評した。
2013年、テートはこの絵を2310万ポンドで購入した。この作品は、テートとイギリス国内の4つの美術館・博物館（ウェールズ国立博物館、スコットランド国立美術館、イプスウィッチ博物館、ソールズベリー博物館）とのパートナーシップ"Aspire"の一環として、国営宝くじ遺産基金、芸術基金（ウォルフソン財団からの寄付を含む）、マントン財団、テート・メンバーズからの多額の助成金と寄付金によって購入された。このパートナーシップにより、それまでイギリス国外にあったこの作品はイギリス国内に留まり、ほぼ常時展示されることになる。
2013年から5年間、イギリス各地で巡回展示が行われた後、2018年からテート・ブリテンで常設展示されることとなった。その展示場所は、あえて1831年のロイヤル・アカデミーの展示会と同じくターナーの『カリギュラの宮殿と橋』の隣にされた。